# Olympische Geschichte Venezuelas
| Gelbes Symbol für Goldmedaillen mit stilisierten Olympischen Ringen | Graues Symbol für Silbermedaillen mit stilisierten Olympischen Ringen | Braundes Symbol für Bronzemedaillen mit stilisierten Olympischen Ringen |
| ------------------------------------------------------------------- | --------------------------------------------------------------------- | ----------------------------------------------------------------------- |
| 3                                                                   | 6                                                                     | 10                                                                      |

Venezuela, dessen NOK, das Comité Olímpico Venezolano, 1935 gegründet wurde, schickt seit 1948 Sportler zu den Olympischen Sommerspielen und seit 1998 zu Olympischen Winterspielen. An beiden bislang ausgetragenen Jugend-Sommerspielen nahmen jugendliche Athleten aus Venezuela teil.

## Übersicht

### Sommerspiele

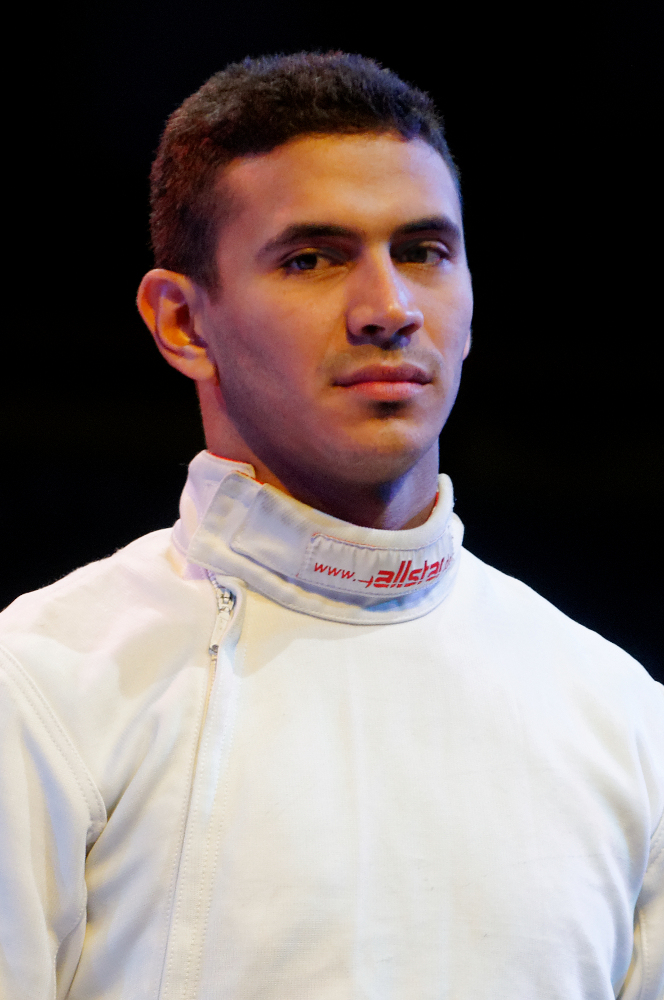
Rubén Limardo, Fecht-Olympiasieger 2012

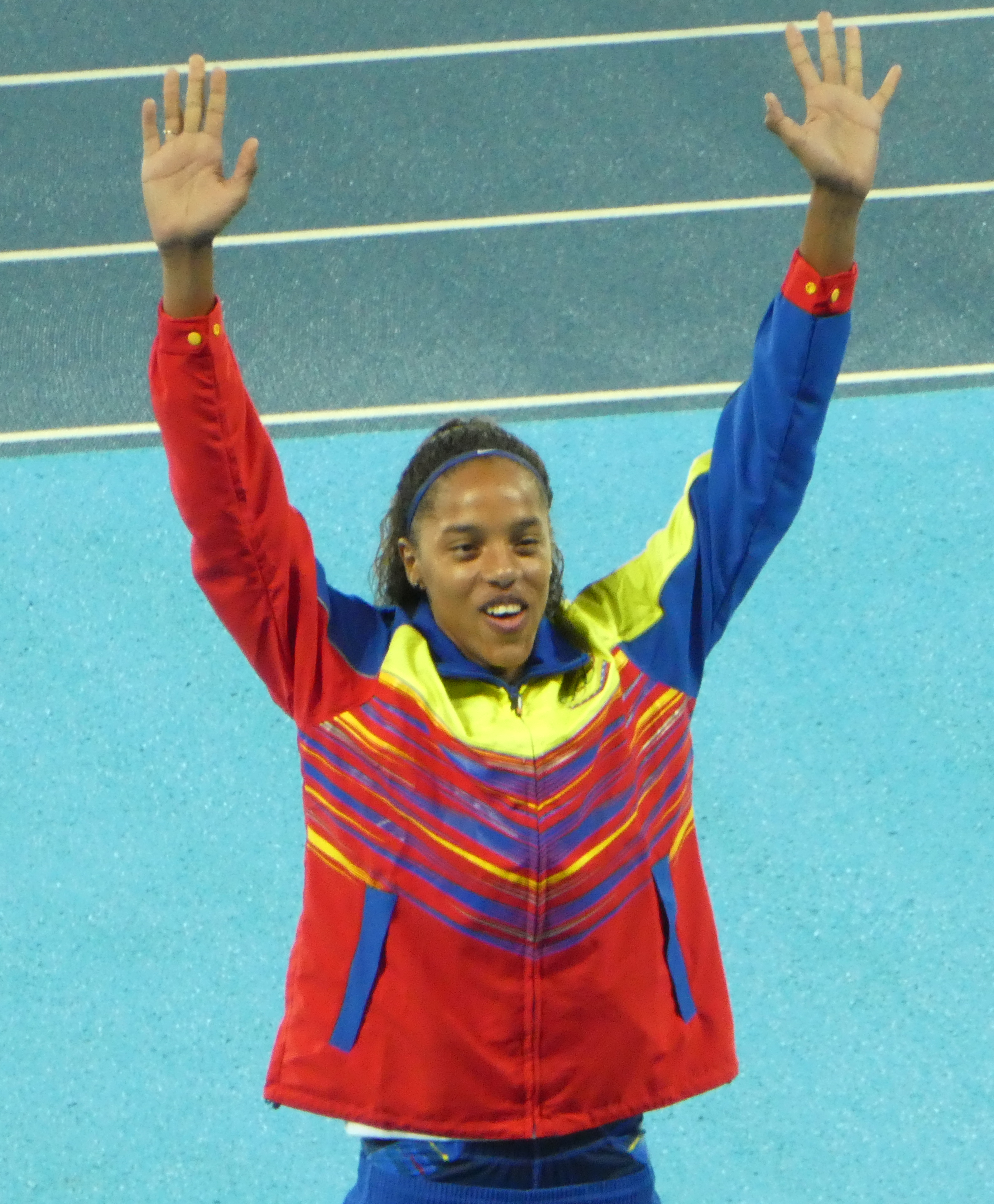
Dreispringerin Yulimar Rojas bei der Siegerehrung 2016

Beim olympischen Debüt Venezuelas 1948 in London bildete ein Radsportler als einziger Athlet die erste Olympiamannschaft des Landes. Julio César León war am 7. August 1948 der erste Olympionike Venezuelas, als er im Sprint antrat. Die ersten Frauen Venezuelas bei Olympischen Spielen waren am 26. Juli 1952 die Florettfechterinnen Gerda Muller und Ursula Selle.
Neben Radsport und Fechten waren venezolanische Athleten auch in den Sportarten Leichtathletik, Boxen, Wasserspringen, Schwimmen, Schießen und Ringen (ab 1952), Reiten (ab 1956), Segeln und Gewichtheben (seit 1960), Judo (seit 1964), Fußball (seit 1980), Tischtennis (seit 1988), Basketball (seit 1992), Tennis (seit 1996), Turnen, Taekwondo und Triathlon (seit 2000), Bogenschießen, Kanusport, Rudern, Softball und Volleyball (seit 2008), Beach-Volleyball (seit 2012) und Golf (seit 2016) vertreten.
Schon bei der zweiten Teilnahme an Olympischen Sommerspielen 1952 in Helsinki gelang dem Leichtathleten Asnoldo Devonish der erste Medaillengewinn für sein Land, als er im Dreisprung zur Bronzemedaille sprang. 1960 in Rom gewann der Sportschütze Enrico Forcella die zweite olympische Medaille Venezuelas, als er mit dem Kleinkalibergewehr im Liegendanschlag die Bronzemedaille holte. In der Leichtathletik lief die 100-Meter-Staffel der Männer auf Platz 5. 1964 in Tokio erreichte sie Platz 6.
1968 in Mexiko-Stadt konnte der erste Olympiasieg für Venezuela gefeiert werden. Der Boxer Francisco Rodríguez gewann die Goldmedaille im Halbfliegengewicht. Pedro Gamarro gewann 1976 Silber im Weltergewichtsboxen. Ebenfalls Silber gewann Bernardo Piñango 1980 im Bantamgewicht. 1984 in Los Angeles gewannen die Boxer zwei Bronzemedaillen durch Marcelino Bolívar im Halbfliegengewicht und Omar Catarí im Federgewicht. Eine weitere Bronzemedaille gewann der Schwimmer Rafael Vidal über 200 Meter Delphin. Über 100 Meter wurde er Vierter. Ebenfalls zwei Finals erreichte Alberto Mestre im Freistil. Über 100 Meter wurde er Sechster, über 200 Meter Fünfter. Sportschütze Hector de Lima belegte Rang 7 mit der freien Pistole.
Erst 1996 konnte sich wieder ein Venezolaner für eine Finalrunde qualifizieren. Der Schwimmer Francisco Sánchez erreichte das Finale über 50 Meter Freistil und wurde Siebter. Über 100 Meter belegte er Rang 8. 2000 in Sydney belegte die Radrennfahrerin Daniela Larreal Platz 8 im Sprint. Nach 20 Jahren Pause wurden 2004 in Athen wieder Medaillen gewonnen. Gewichtheber Israel José Rubio gewann Bronze im Federgewicht, Julio Luña wurde Fünfter im Mittelschwergewicht. Ebenfalls Bronze gewann die Taekwondoi Adriana Carmona im Schwergewicht, die damit die erste Frau Venezuelas mit einer olympischen Medaille ist. Daniela Larreal konnte ihren achten Platz im Sprint wiederholen. Im Fechten erreichte Silvio Fernández Platz 6 mit dem Degen.
2008 in Athen gewann Taekwondoin Dalia Contreras Bronze im Fliegengewicht. Degenfechter Silvio Fernández wurde Neunter in der Einzelwertung und Sechster mit der Mannschaft. Im Freiwasserschwimmen wurde Erwin Maldonado Zehnter über 10 Kilometer, Andreina Pinto Neunte. Der Turner José Luis Fuentes erreichte das Gerätefinale am Seitpferd und wurde Achter.
2012 gewann der Degenfechter Rubén Limardo die zweite venezolanische Goldmedaille seiner olympischen Geschichte. Silvio Fernández wurde Sechster. In der Leichtathletik erreichte die 400-Meter-Staffel der Männer das Finale und wurde Siebte. Schwimmerin Andreina Pinto qualifizierte sich für das Finale über 800 Meter Freistil und wurde Achte. Der Gewichtheber Junior Sánchez wurde Fünfter im Leichtgewicht. Drei Medaillengewinne gab es 2016 in Rio de Janeiro. In der Leichtathletik gewann Yulimar Rojas Silber im Dreisprung. Der Boxer Yoel Finol gewann Bronze im Fliegengewicht, die Radrennfahrerin Stefany Hernández auf dem BMX. Die Turnerin Jessica López wurde Siebte im Mehrkampf. Am Stufenbarren erreichte sie Platz 6.

### Winterspiele
1998 in Nagano nahm erstmals eine venezolanische Wintersportlerin an Olympischen Winterspielen teil. Die Rennrodlerin Iginia Boccalandro war am 10. Februar 1998 die erste Winter-Olympionikin Venezuelas. 2002 in Salt Lake City starteten mit Werner Hoeger, dessen Sohn Christopher Hoeger und Julio César Camache erstmals auch venezolanische Männer bei Winterspielen. Alle drei nahmen im Rodeln teil. Werner Hoeger war 2006 in Turin einziger venezolanischer Teilnehmer. 2010 in Vancouver trat Venezuela nicht an. 2014 in Sotschi nahm mit Antonio Pardo ein alpiner Skirennläufer teil.

### Jugendspiele

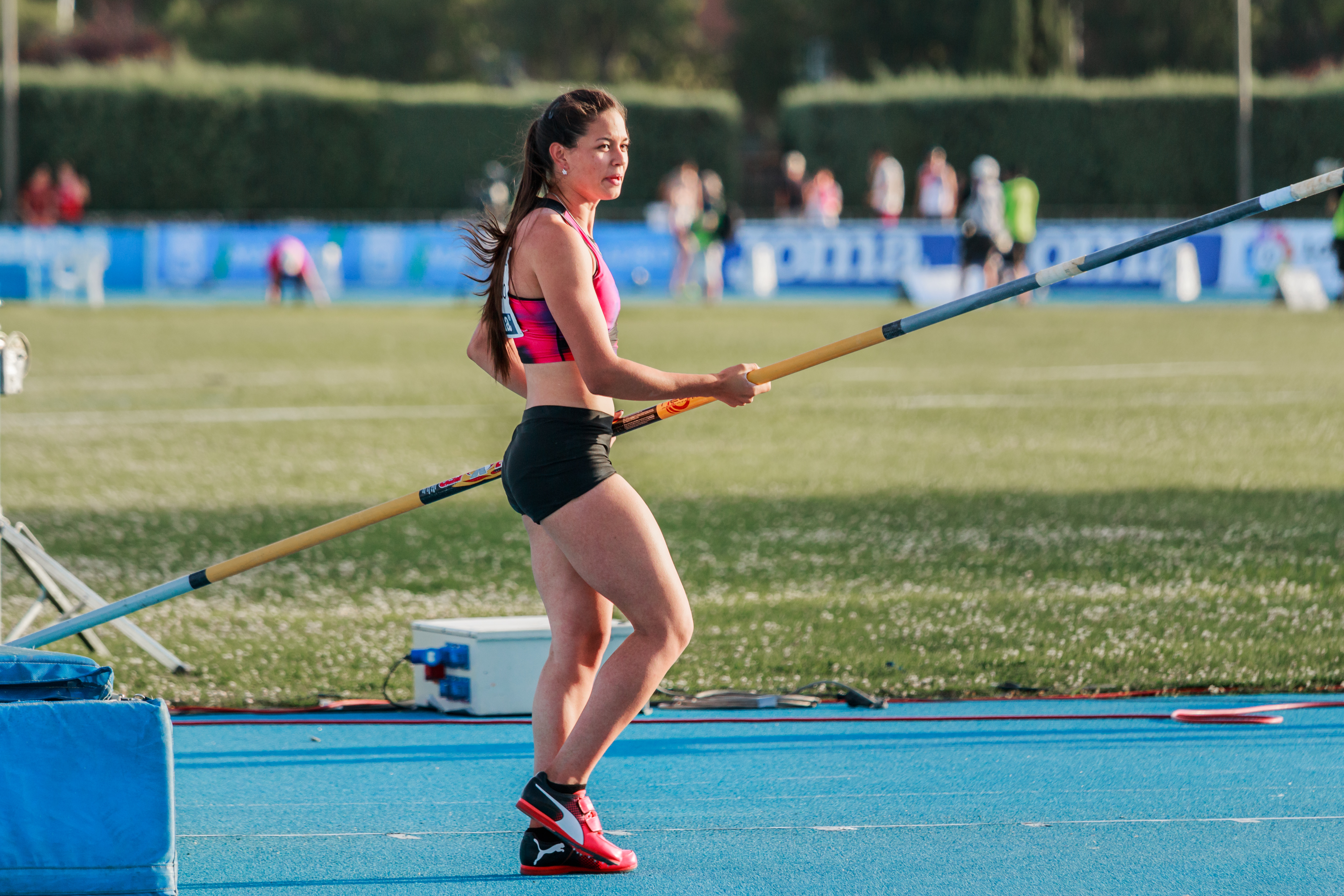
Robeilys Peinado, Silber bei den Jugend-Sommerspielen 2014

21 jugendliche Sportler, elf Jungen und zehn Mädchen, gingen bei der ersten Austragung von Olympischen Jugend-Sommerspielen 2010 in Singapur im Boxen, Wasserspringen, Fechten, Turnen, Judo, Schwimmen, Tennis, Triathlon, Gewichtheben und Ringen an den Start. Fünf Medaillen wurden gewonnen. Der Schwimmer Cristian Quintero gewann Silber über 200 Meter Freistil, der Boxer Samuel Zapata Silber im Weltergewicht. Bronze gewannen Cristian Quintero über 400 Meter Freistil, der Boxer Fradimil Macayo im Federgewicht und die Gewichtheberin Génesis Rodríguez im Fliegengewicht. Der Judoka Pedro Pineda gewann als Mitglied des Teams Cairo Bronze bei den gemischten Teams. Diese Medaille geht nicht in die Bilanz Venezuelas ein. Weitere Platzierungen gelangen dem Wasserspringer Robert Páez mit Platz 5 im Turmspringen, dem Schwimmer Cristian Quintero mit Platz 4 über 100 Meter Freistil und Platz 8 über 50 Meter Freistil, dem Gewichtheber Juan Prado mit Platz 6 im Fliegengewicht sowie den Freistilringern Andry Davila mit Platz 4 im Fliegengewicht und Oriannys Segura mit Platz 5, ebenfalls im Fliegengewicht.
2014 in Nanjing gingen 59 Athleten, 22 Jungen und 37 Mädchen, in den Sportarten Leichtathletik, Basketball, Bogenschießen, Beach-Volleyball, Radsport, Fußball, Golf, Judo, Moderner Fünfkampf, Segeln, Schwimmen, Tischtennis, Triathlon, Gewichtheben und Ringen an den Start. Acht Medaillen wurden gewonnen, davon sechs Silber- und zwei Bronzemedaillen. Silber gewannen die Leichtathletin Robeilys Peinado im Stabhochsprung, das Beach-Volleyballteam der Jungen, die Fußballmannschaft der Mädchen nach einer 0:5-Niederlage gegen China, der Schwimmer Carlos Claverie über 50 und 200 Meter Brust sowie der Freistilringer Anthony Montero im Mittelgewicht. Bronze ging an die Judoka Elvismar Rodríguez im Schwergewicht und den Schwimmer Carlos Claverie über 100 Meter Brust. Platzierungen erreichten der Leichtathlet Josneyber Ramírez im 100-Meter-Lauf und die Gewichtheber Wilson Magallanes mit Platz 5 im Bantamgewicht und Yorlis Zabala mit Platz 4 im Leichtgewicht.

### Kunstwettbewerbe
Im Rahmen der olympischen Kunstwettbewerbe 1932 reichte der Künstler Alberto Egea sein Werk The Divers ein, konnte sich jedoch nicht platzieren.

## IOC-Mitglieder
1981 wurde die Journalistin und ehemalige Reiterin Flor Isava Fonseca zum IOC-Mitglied gewählt. Sie war neben der finnischen Leichtathletin Pirjo Häggman die erste Frau, die IOC-Mitglied wurde. Ebenfalls als eine der ersten Frauen gehörte sie von 1990 bis 1994 dem Verwaltungsrat des IOC an. Ihre Mitgliedschaft endete aus Altersgründen 2001, seit 2002 ist sie Ehrenmitglied.

## Übersicht der Teilnehmer

### Sommerspiele
| Jahr      | Athleten           | Athleten           | Athleten           | Flaggenträger       | Sportarten         | Sportarten         | Sportarten         | Sportarten         | Sportarten         | Sportarten         | Sportarten         | Sportarten         | Sportarten         | Sportarten         | Sportarten         | Sportarten         | Sportarten         | Sportarten         | Sportarten         | Sportarten         | Sportarten         | Sportarten         | Sportarten         | Sportarten         | Sportarten         | Sportarten         | Sportarten         | Sportarten         | Sportarten         | Sportarten         | Sportarten         | Medaillen          | Medaillen          | Medaillen          | Medaillen          | Rang               |
| Jahr      | Gesamt             | Männer             | Frauen             | Flaggenträger       | Radsport           | Fechten            | Leichtathletik     | Boxen              | Wasserspringen     | Schwimmen          | Schießen           | Ringen             | Reiten             | Segeln             | Gewichtheben       | Judo               | Fußball            | Tischtennis        | Basketball         | Tennis             | Turnen             | Taekwondo          | Triathlon          | Bogenschießen      | Kanusport          | Rudern             | Softball           | Volleyball         | Beach-Volleyball   | Golf               |                    |                    |                    |                    | Gesamt             | Rang               |
| --------- | ------------------ | ------------------ | ------------------ | ------------------- | ------------------ | ------------------ | ------------------ | ------------------ | ------------------ | ------------------ | ------------------ | ------------------ | ------------------ | ------------------ | ------------------ | ------------------ | ------------------ | ------------------ | ------------------ | ------------------ | ------------------ | ------------------ | ------------------ | ------------------ | ------------------ | ------------------ | ------------------ | ------------------ | ------------------ | ------------------ | ------------------ | ------------------ | ------------------ | ------------------ | ------------------ | ------------------ |
| 1896–1936 | nicht teilgenommen | nicht teilgenommen | nicht teilgenommen | nicht teilgenommen  | nicht teilgenommen | nicht teilgenommen | nicht teilgenommen | nicht teilgenommen | nicht teilgenommen | nicht teilgenommen | nicht teilgenommen | nicht teilgenommen | nicht teilgenommen | nicht teilgenommen | nicht teilgenommen | nicht teilgenommen | nicht teilgenommen | nicht teilgenommen | nicht teilgenommen | nicht teilgenommen | nicht teilgenommen | nicht teilgenommen | nicht teilgenommen | nicht teilgenommen | nicht teilgenommen | nicht teilgenommen | nicht teilgenommen | nicht teilgenommen | nicht teilgenommen | nicht teilgenommen | nicht teilgenommen | nicht teilgenommen | nicht teilgenommen | nicht teilgenommen | nicht teilgenommen | nicht teilgenommen |
| 1948      | 1                  | 1                  | 0                  | Julio César León    | 1                  |                    |                    |                    |                    |                    |                    |                    |                    |                    |                    |                    |                    |                    |                    |                    |                    |                    |                    |                    |                    |                    |                    |                    |                    |                    |                    |                    |                    |                    |                    |                    |
| 1952      | 38                 | 36                 | 2                  | Asnoldo Devonish    | 4                  | 10                 | 7                  | 5                  | 1                  | 1                  | 7                  | 3                  |                    |                    |                    |                    |                    |                    |                    |                    |                    |                    |                    |                    |                    |                    |                    |                    |                    |                    |                    |                    | 1                  | 1                  | 43                 |                    |
| 1956      | 22                 | 22                 | 0                  | Rafael Romero       | 4                  |                    | 4                  | 2                  |                    |                    | 9                  |                    | 3                  |                    |                    |                    |                    |                    |                    |                    |                    |                    |                    |                    |                    |                    |                    |                    |                    |                    |                    |                    |                    |                    |                    |                    |
| 1960      | 36                 | 31                 | 5                  | Rafael Romero       | 5                  | 8                  | 7                  | 3                  |                    | 1                  | 6                  | 2                  |                    | 2                  | 2                  |                    |                    |                    |                    |                    |                    |                    |                    |                    |                    |                    |                    |                    |                    |                    |                    |                    |                    | 1                  | 1                  | 44                 |
| 1964      | 16                 | 15                 | 1                  | Téodoro Capriles    |                    |                    | 6                  |                    |                    | 2                  | 4                  |                    |                    | 3                  |                    | 1                  |                    |                    |                    |                    |                    |                    |                    |                    |                    |                    |                    |                    |                    |                    |                    |                    |                    |                    |                    |                    |
| 1968      | 23                 | 23                 | 0                  |                     |                    | 4                  | 6                  | 4                  |                    |                    | 5                  |                    |                    | 4                  |                    |                    |                    |                    |                    |                    |                    |                    |                    |                    |                    |                    |                    |                    |                    |                    |                    | 1                  |                    |                    | 1                  | 30                 |
| 1972      | 23                 | 20                 | 3                  | Francisco Rodríguez |                    |                    | 10                 | 7                  |                    | 4                  | 2                  |                    |                    |                    |                    |                    |                    |                    |                    |                    |                    |                    |                    |                    |                    |                    |                    |                    |                    |                    |                    |                    |                    |                    |                    |                    |
| 1976      | 32                 | 23                 | 9                  | Manuel Luna         | 6                  |                    | 1                  | 10                 | 1                  | 12                 |                    |                    |                    |                    |                    | 2                  |                    |                    |                    |                    |                    |                    |                    |                    |                    |                    |                    |                    |                    |                    |                    |                    | 1                  |                    | 1                  | 35                 |
| 1980      | 37                 | 37                 | 0                  | Antonio Esparragoza | 5                  |                    | 1                  | 9                  |                    | 3                  | 2                  |                    |                    |                    | 1                  |                    | 16                 |                    |                    |                    |                    |                    |                    |                    |                    |                    |                    |                    |                    |                    |                    |                    | 1                  |                    | 1                  | 33                 |
| 1984      | 26                 | 25                 | 1                  | William Wuycke      | 2                  | 2                  | 3                  | 3                  | 1                  | 7                  | 5                  |                    |                    | 2                  |                    | 1                  |                    |                    |                    |                    |                    |                    |                    |                    |                    |                    |                    |                    |                    |                    |                    |                    |                    | 3                  | 3                  | 41                 |
| 1988      | 17                 | 15                 | 2                  | Elizabeth Popper    | 4                  |                    |                    | 6                  |                    | 1                  |                    |                    | 1                  |                    | 1                  | 2                  |                    | 2                  |                    |                    |                    |                    |                    |                    |                    |                    |                    |                    |                    |                    |                    |                    |                    |                    |                    |                    |
| 1992      | 26                 | 22                 | 4                  | María Elena Guisti  | 4                  |                    |                    | 3                  | 1                  | 1                  |                    | 1                  |                    |                    | 3                  | 3                  |                    |                    | 10                 |                    |                    |                    |                    |                    |                    |                    |                    |                    |                    |                    |                    |                    |                    |                    |                    |                    |
| 1996      | 39                 | 34                 | 5                  | Francisco Sánchez   | 6                  | 4                  | 4                  | 2                  | 1                  | 7                  |                    | 6                  |                    | 1                  | 1                  | 3                  |                    | 1                  |                    | 3                  |                    |                    |                    |                    |                    |                    |                    |                    |                    |                    |                    |                    |                    |                    |                    |                    |
| 2000      | 50                 | 36                 | 14                 | Adriana Carmona     | 5                  | 1                  | 6                  | 4                  | 3                  | 7                  | 2                  | 2                  |                    | 1                  | 2                  | 8                  |                    | 2                  |                    | 4                  | 1                  | 1                  | 1                  |                    |                    |                    |                    |                    |                    |                    |                    |                    |                    |                    |                    |                    |
| 2004      | 48                 | 33                 | 15                 | Julio Luna          | 3                  | 4                  | 5                  | 7                  | 1                  | 4                  | 1                  | 2                  |                    | 1                  | 3                  | 9                  |                    | 2                  |                    | 1                  |                    | 4                  | 1                  |                    |                    |                    |                    |                    |                    |                    |                    |                    |                    | 2                  | 2                  | 68                 |
| 2008      | 108                | 57                 | 51                 | María Soto          | 4                  | 8                  | 4                  | 6                  | 1                  | 13                 | 1                  | 3                  | 1                  | 3                  | 7                  | 7                  |                    | 1                  |                    | 1                  | 2                  | 4                  |                    | 1                  | 3                  | 1                  | 15                 | 22                 |                    |                    |                    |                    | 1                  | 1                  | 86                 |                    |
| 2012      | 68                 | 42                 | 26                 | Fabiola Ramos       | 12                 | 6                  | 12                 | 3                  | 3                  | 10                 | 1                  | 7                  |                    | 2                  | 3                  | 3                  |                    | 1                  |                    |                    | 1                  |                    |                    | 3                  |                    |                    |                    |                    | 2                  |                    |                    | 1                  |                    |                    | 1                  | 50                 |
| 2016      | 85                 | 61                 | 24                 | Rubén Limardo       | 8                  | 7                  | 13                 | 8                  | 2                  | 6                  | 1                  | 9                  | 2                  | 2                  | 4                  | 1                  |                    | 1                  | 12                 |                    | 1                  | 1                  |                    | 2                  |                    | 1                  |                    |                    | 2                  | 1                  |                    |                    | 1                  | 2                  | 3                  | 65                 |
| 2020      | 43                 | 61                 | 24                 | Antonio Díaz        | 2                  | 2                  | 4                  | 1                  | 1                  | 3                  | 1                  |                    |                    | 1                  | 4                  | 3                  |                    |                    |                    |                    |                    |                    |                    |                    |                    | 2                  |                    | 12                 |                    | 1                  | 1                  | 1                  | 3                  | 0                  | 4                  | 46                 |
| Gesamt    | Gesamt             | Gesamt             | Gesamt             | Gesamt              | Gesamt             | Gesamt             | Gesamt             | Gesamt             | Gesamt             | Gesamt             | Gesamt             | Gesamt             | Gesamt             | Gesamt             | Gesamt             | Gesamt             | Gesamt             | Gesamt             | Gesamt             | Gesamt             | Gesamt             | Gesamt             | Gesamt             | Gesamt             | Gesamt             | Gesamt             | Gesamt             | Gesamt             | Gesamt             | Gesamt             | Gesamt             | 3                  | 6                  | 10                 | 19                 | 74                 |

### Winterspiele
| Jahr      | Athleten           | Athleten           | Athleten           | Flaggenträger      | Sportarten         | Sportarten         | Medaillen          | Medaillen          | Medaillen          | Medaillen          | Medaillen          |
| Jahr      | Gesamt             | m                  | w                  | Flaggenträger      | Rodeln             | Ski Alpin          |                    |                    |                    | Gesamt             | Rang               |
| --------- | ------------------ | ------------------ | ------------------ | ------------------ | ------------------ | ------------------ | ------------------ | ------------------ | ------------------ | ------------------ | ------------------ |
| 1924–1994 | nicht teilgenommen | nicht teilgenommen | nicht teilgenommen | nicht teilgenommen | nicht teilgenommen | nicht teilgenommen | nicht teilgenommen | nicht teilgenommen | nicht teilgenommen | nicht teilgenommen | nicht teilgenommen |
| 1998      | 1                  | 0                  | 1                  | Iginia Boccalandro | 1                  |                    |                    |                    |                    |                    |                    |
| 2002      | 4                  | 3                  | 1                  | Iginia Boccalandro | 4                  |                    |                    |                    |                    |                    |                    |
| 2006      | 1                  | 1                  | 0                  | Werner Hoeger      | 1                  |                    |                    |                    |                    |                    |                    |
| 2010      | nicht teilgenommen | nicht teilgenommen | nicht teilgenommen | nicht teilgenommen | nicht teilgenommen | nicht teilgenommen | nicht teilgenommen | nicht teilgenommen | nicht teilgenommen | nicht teilgenommen | nicht teilgenommen |
| 2014      | 1                  | 1                  | 0                  | Antonio Pardo      |                    | 1                  |                    |                    |                    |                    |                    |
| 2018      | nicht teilgenommen | nicht teilgenommen | nicht teilgenommen | nicht teilgenommen | nicht teilgenommen | nicht teilgenommen | nicht teilgenommen | nicht teilgenommen | nicht teilgenommen | nicht teilgenommen | nicht teilgenommen |
| Gesamt    | Gesamt             | Gesamt             | Gesamt             | Gesamt             | Gesamt             | Gesamt             | 0                  | 0                  | 0                  | 0                  | -                  |

### Jugend-Sommerspiele
| Jahr   | Athleten | Athleten | Athleten | Flaggenträger | Sportarten | Sportarten     | Sportarten | Sportarten | Sportarten | Sportarten | Sportarten | Sportarten | Sportarten   | Sportarten    | Sportarten     | Sportarten | Sportarten       | Sportarten | Sportarten | Sportarten | Sportarten         | Sportarten | Sportarten  | Medaillen | Medaillen | Medaillen | Medaillen | Medaillen |
| Jahr   | Gesamt   | m        | w        | Flaggenträger | Boxen      | Wasserspringen | Fechten    | Turnen     | Judo       | Schwimmen  | Tennis     | Triathlon  | Gewichtheben | Bogenschießen | Leichtathletik | Basketball | Beach-Volleyball | Radsport   | Fußball    | Golf       | Moderner Fünfkampf | Segeln     | Tischtennis |           |           |           | Gesamt    | Rang      |
| ------ | -------- | -------- | -------- | ------------- | ---------- | -------------- | ---------- | ---------- | ---------- | ---------- | ---------- | ---------- | ------------ | ------------- | -------------- | ---------- | ---------------- | ---------- | ---------- | ---------- | ------------------ | ---------- | ----------- | --------- | --------- | --------- | --------- | --------- |
| 2010   | 21       | 11       | 10       | Samuel Zapata | 2          | 2              | 1          | 2          | 1          | 4          | 3          | 2          | 2            | 2             |                |            |                  |            |            |            |                    |            |             |           | 2         | 3         | 5         | 63        |
| 2014   | 59       | 22       | 37       |               |            |                |            |            | 2          | 4          |            | 2          | 2            | 3             | 2              | 8          | 8                | 2          | 2          | 18         | 2                  | 1          | 2           |           | 6         | 2         | 8         | 53        |
| Gesamt | Gesamt   | Gesamt   | Gesamt   | Gesamt        | Gesamt     | Gesamt         | Gesamt     | Gesamt     | Gesamt     | Gesamt     | Gesamt     | Gesamt     | Gesamt       | Gesamt        | Gesamt         | Gesamt     | Gesamt           | Gesamt     | Gesamt     | Gesamt     | Gesamt             | Gesamt     | Gesamt      | 0         | 8         | 5         | 13        | 70        |

### Jugend-Winterspiele
| Jahr      | Athleten           | Athleten           | Athleten           | Flaggenträger      | Sportarten         | Medaillen          | Medaillen          | Medaillen          | Medaillen          | Medaillen          |
| Jahr      | Gesamt             | m                  | w                  | Flaggenträger      | Sportarten         |                    |                    |                    | Gesamt             | Rang               |
| --------- | ------------------ | ------------------ | ------------------ | ------------------ | ------------------ | ------------------ | ------------------ | ------------------ | ------------------ | ------------------ |
| 2012–2016 | nicht teilgenommen | nicht teilgenommen | nicht teilgenommen | nicht teilgenommen | nicht teilgenommen | nicht teilgenommen | nicht teilgenommen | nicht teilgenommen | nicht teilgenommen | nicht teilgenommen |
| Gesamt    | Gesamt             | Gesamt             | Gesamt             | Gesamt             | Gesamt             | 0                  | 0                  | 0                  | 0                  | -                  |

## Medaillengewinner

### Goldmedaillen
| Name                | Spiele            | Sportart       | Disziplin          | Anmerkung          |
| ------------------- | ----------------- | -------------- | ------------------ | ------------------ |
| Francisco Rodríguez | 1968 Mexiko-Stadt | Boxen          | Halbfliegengewicht | erster Olympiasieg |
| Rubén Limardo       | 2012 London       | Fechten        | Degen Einzel       |                    |
| Yulimar Rojas       | 2020 Tokio        | Leichtathletik | Dreisprung         | Weltrekord         |

### Silbermedaillen
| Name             | Spiele              | Sportart       | Disziplin     | Anmerkung |
| ---------------- | ------------------- | -------------- | ------------- | --------- |
| Pedro Gamarro    | 1976 Montreal       | Boxen          | Weltergewicht |           |
| Bernardo Piñango | 1980 Moskau         | Boxen          | Bantamgewicht |           |
| Yulimar Rojas    | 2016 Rio de Janeiro | Leichtathletik | Dreisprung    |           |

### Bronzemedaillen
| Name              | Spiele              | Sportart       | Disziplin                  | Anmerkung              |
| ----------------- | ------------------- | -------------- | -------------------------- | ---------------------- |
| Asnoldo Devonish  | 1952 Helsinki       | Leichtathletik | Dreisprung                 | erster Medaillengewinn |
| Enrico Forcella   | 1960 Rom            | Schießen       | Kleinkalibergewehr liegend |                        |
| Marcelino Bolívar | 1984 Los Angeles    | Boxen          | Halbfliegengewicht         |                        |
| Omar Catarí       | 1984 Los Angeles    | Boxen          | Federgewicht               |                        |
| Rafael Vidal      | 1984 Los Angeles    | Schwimmen      | 200 Meter Delphin          |                        |
| Israel José Rubio | 2004 Athen          | Gewichtheben   | Federgewicht               |                        |
| Adriana Carmona   | 2004 Athen          | Taekwondo      | Schwergewicht              |                        |
| Dalia Contreras   | 2008 Peking         | Taekwondo      | Fliegengewicht             |                        |
| Yoel Finol        | 2016 Rio de Janeiro | Boxen          | Fliegengewicht             |                        |
| Stefany Hernández | 2016 Rio de Janeiro | Radsport       | BMX                        |                        |

## Medaillen nach Sportart
| Sportart       | Gold | Silber | Bronze | Gesamt |
| Boxen          | 1    | 2      | 3      | 6      |
| Fechten        | 1    | 0      | 0      | 1      |
| Leichtathletik | 0    | 1      | 1      | 2      |
| Taekwondo      | 0    | 0      | 2      | 2      |
| Gewichtheben   | 0    | 0      | 1      | 1      |
| Radsport       | 0    | 0      | 1      | 1      |
| Schießen       | 0    | 0      | 1      | 1      |
| Schwimmen      | 0    | 0      | 1      | 1      |
| Gesamt         | 2    | 3      | 10     | 15     |

## Medaillenspiegel

### Olympische Spiele
|                         |   |   |    | Gesamt | Rang |
| ----------------------- | - | - | -- | ------ | ---- |
| Olympische Sommerspiele | 2 | 3 | 10 | 15     | 74   |
| Olympische Winterspiele | 0 | 0 | 0  | 0      | -    |
| Gesamt                  | 2 | 3 | 10 | 15     | 74   |

### Olympische Jugendspiele
|                                |   |   |   | Gesamt | Rang |
| ------------------------------ | - | - | - | ------ | ---- |
| Olympische Jugend-Sommerspiele | 0 | 8 | 5 | 13     | 70   |
| Olympische Jugend-Winterspiele | 0 | 0 | 0 | 0      | -    |
| Gesamt                         | 0 | 8 | 5 | 13     | 74   |